# Richard Westmacott
Richard Westmacott (né le 15 juillet 1775 et mort le 1er septembre 1856) était un sculpteur néoclassique britannique.
D'abord formé par son père, lui-même sculpteur, Richard Westmacott étudia ensuite en Italie sous la direction d'Antonio Canova. Il entra à la Royal Academy en 1805.
On lui doit par exemple une partie des sculptures de Marble Arch, ainsi que du fronton au-dessus de l'entrée du British Museum. 